# مارینا یورچنیا
مارینا یورچنیا (انگلیسی: Marina Yurchenya؛ زادهٔ ۹ نوامبر ۱۹۵۹) شناگر اهل اتحاد جماهیر شوروی سوسیالیستی بود.